# Драмчевска афера
Драмчевската афера от март 1905 година е големият провал на ВМОРО в Османската империя, в резултат на който следват много разкрития и арести на дейци на организацията.
На 22 март 1905 година четата на Цено Куртев е нападната от засада от турски аскер край кочанското село Драмче. Убити са войводата, седемнадесетте четници и селския куриер, а архивите на четата са заловени. До 23 април 1905 година е разчетен шифъра на писмата и до 27 април продължават арестите на разкрити дейци на ВМОРО в областта. Сред арестуваните са Хаджи Лазар Серафимов от Тетово, изпълняващ длъжността директор на кочанската прогимназия, както и жителите на Кочани поп Теодосий, Станчо Коцев, Тодор Наков, дякон Григор Трендов, Мите Цеков, Йордан Георгиев - Шишко, Сандо Пикалеца и Александър Бобчев. Арестувани са още Симеон Вълков от Търкане, Дамян от Панталей, Димко Евтимов от Щип и учител в Кочани. Десетина души са осъдени и затворени в Куршумли хан в Скопие, Симеон Велков умира в затвора, а Хаджи Лазар Серафимов се побърква в затвора. Всичките арестанти от аферата са освободени след Младотурската революция от юли 1908 година.